# Železniční trať Chlumec nad Cidlinou – Křinec
Železniční trať Chlumec nad Cidlinou – Křinec (v jízdním řádu pro cestující označená číslem 028) je jednokolejná regionální trať. Vede z Chlumce nad Cidlinou přes Městec Králové, Dymokury a odbočku Obora (dále společně s tratí z Jičína) do Křince. V současnosti (jízdní řád 2022/2023) je na trati pravidelná osobní doprava provozována pouze v úseku Chlumec nad Cidlinou – Městec Králové. 

## Historie

### Úsek Křinec – Městec Králové
List povolení Františka Josefa Prvního ze dne 9. května 1881 daný ku stavbě a užívání železnice lokomotivní jakožto železnice místní s pravidelnou kolejí a provozovati jízdu po nich, totiž (kromě jiných drah) z Křince na Dymokury do Králova Městce. Koncesionáři jsou povinni stavbu železnic ihned započíti a nejdéle až do 1. září 1882 stavbu dokonati, pak obecnou jízdu po nich zavésti.
Dráhu vlastnila společnost České obchodní dráhy od února 1882 až do svého zestátnění 1. 1. 1908.

### Úsek Chlumec – Městec Králové
Listina o koncessi ze dne 3. června 1899 byla Karlu Fričovi, továrníku v Chlumci nad Cidlinou, vydána ke stavbě a provozování lokomotivní železnice, která budiž zřízena jako místní dráha o rozchodu pravidelném, ze štace Chlumecké do Králové Městce. Koncessionář se zavazuje, že povolenou železnici počne ihned stavěti a ji nejdéle do půl druhého roku dokoná a pravidelnou vozbu po ní provozovati.
Vyhláškou ministeria železničného ze dne 24. listopadu 1900 byla až do 1. července 1901 prodloužena lhůta ustanovená k dostavění místní dráhy z Chlumce do Králové Městce.
Dráhu vlastnila společnost  Místní dráha Chlumec – Králové Městec od května 1901 až do svého zestátnění 1. ledna 1925.
V prosinci 2021 přestaly v úseku Městec Králové – Křinec jezdit osobní vlaky ve všední dny, od prosince 2022 je na tomto úseku pravidelná osobní doprava zcela zastavena.

## Provoz na trati
Po uvedení tratě do provozu byly podle tehdejšího jízdního řádu v provozu tyto stanice:
Křinec, Dymokury, Číňoves, Králové Městec, Běronice, Lovčice, Chlumec.
| období jízdního řádu                                                                | číslo tratě a provozovaný úsek                     | počet vlaků v úseku                                                       |
| ----------------------------------------------------------------------------------- | -------------------------------------------------- | ------------------------------------------------------------------------- |
| 1900                                                                                | 15 Křinec – Králův Městec                          | 2Sm                                                                       |
| 1921 léto                                                                           | 3 Chlumec nad Cidlinou – Králové Městec – Křinec   | 3 Sm                                                                      |
| 1928/29 zima                                                                        | 136 Chlumec nad Cidlinou – Městec Králové – Křinec | 2 N Chlumec n. C. – Městec Králové, 4 N Městec Králové – Křinec           |
| 1937/1938 zima                                                                      | 161 Křinec – Městec Králové – Chlumec nad Cidlinou | 6 Os Křinec – Městec Králové, 8 Os Městec Králové – Chlumec nad Cidlinou  |
| 1944/45                                                                             | 503b Chlumec nad Cidlinou - Křinec                 | 6 Os                                                                      |
| 1945/46                                                                             | 4c Chlumec nad Cidlinou – Křinec                   | 6 Os                                                                      |
| 1959/60                                                                             | 6a Chlumec nad Cidlinou – Křinec                   | 9 Os Chlumec nad Cidlinou – Městec Králové, 7 Os Městec Králové – Křinec  |
| 1988/89                                                                             | 062 Chlumec nad Cidlinou – Křinec                  | 12 Os Chlumec nad Cidlinou – Městec Králové, 7 Os Městec Králové – Křinec |
| 2002/03                                                                             | 062 Chlumec nad Cidlinou – Křinec                  | 12 Os Chlumec nad Cidlinou – Městec Králové, 8 Os Městec Králové – Křinec |
| 2012/13                                                                             | 062 Chlumec nad Cidlinou – Křinec                  | 11 Os Chlumec nad Cidlinou – Městec Králové, 9 Os Městec Králové – Křinec |
| 2022/23                                                                             | 028 Chlumec nad Cidlinou – Křinec                  | 12 Os Chlumec nad Cidlinou – Městec Králové, zbylý úsek bez provozu       |
| Vysvětlivky Sm – smíšený vlak, N – nákladní vlak s přepravou osob, Os – osobní vlak |                                                    |                                                                           |

## Navazující tratě

### Chlumec nad Cidlinou
- Železniční trať Velký Osek – Choceň
- Železniční trať Chlumec nad Cidlinou – Trutnov

### Odbočka Obora
- Železniční trať Nymburk–Jičín

## Stanice a zastávky

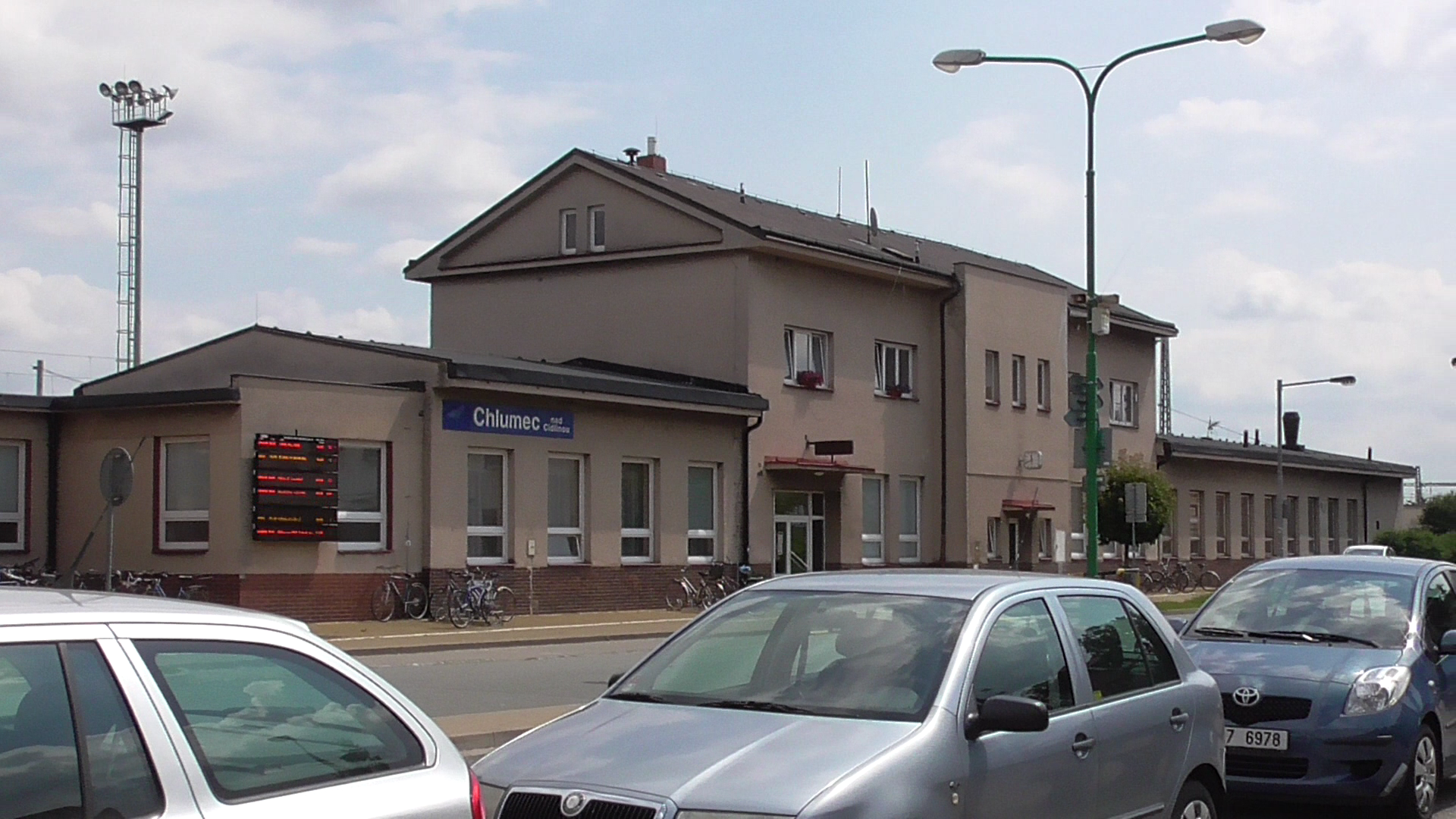
Chlumec nad Cidlinou
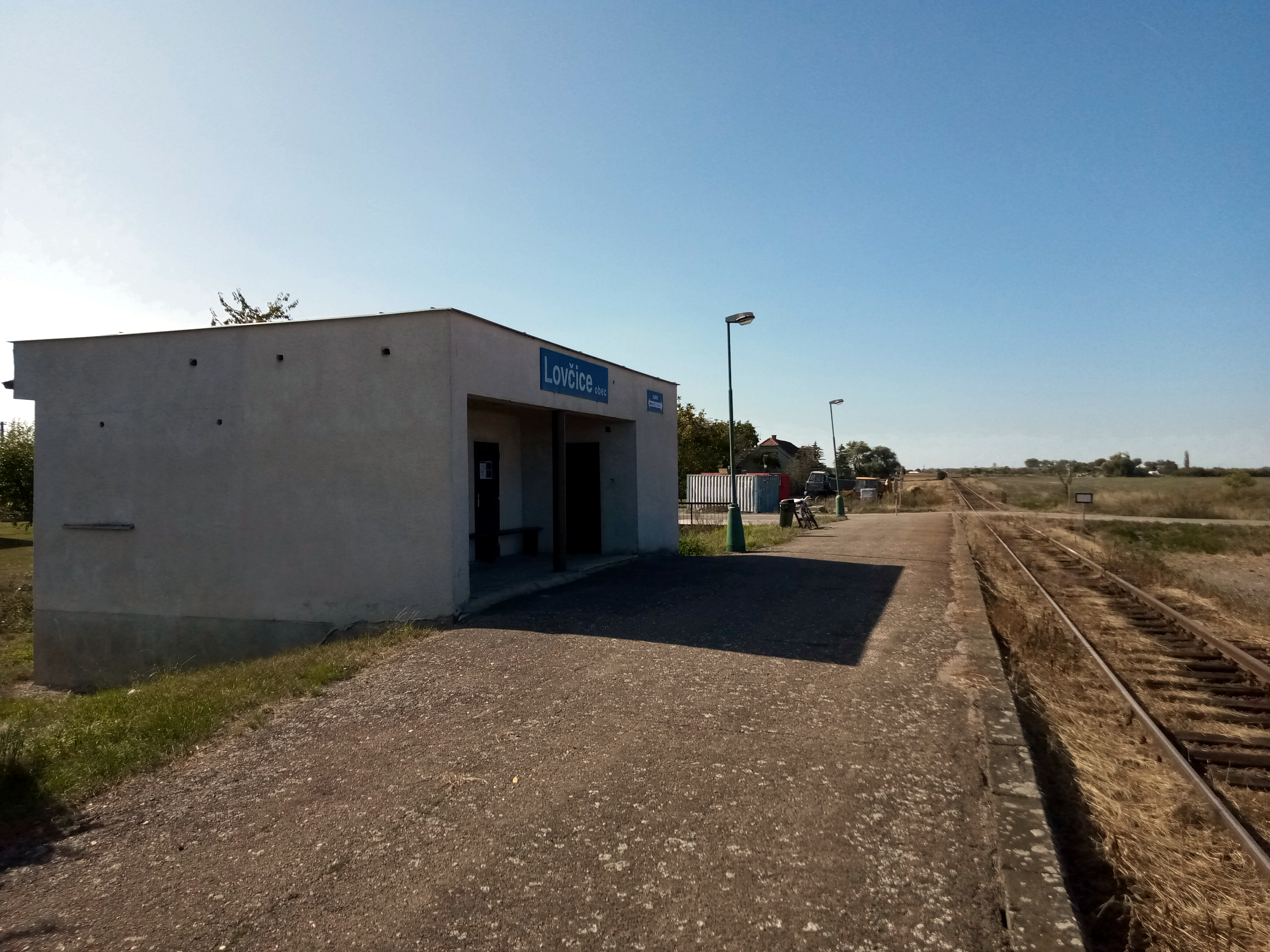
Lovčice obec
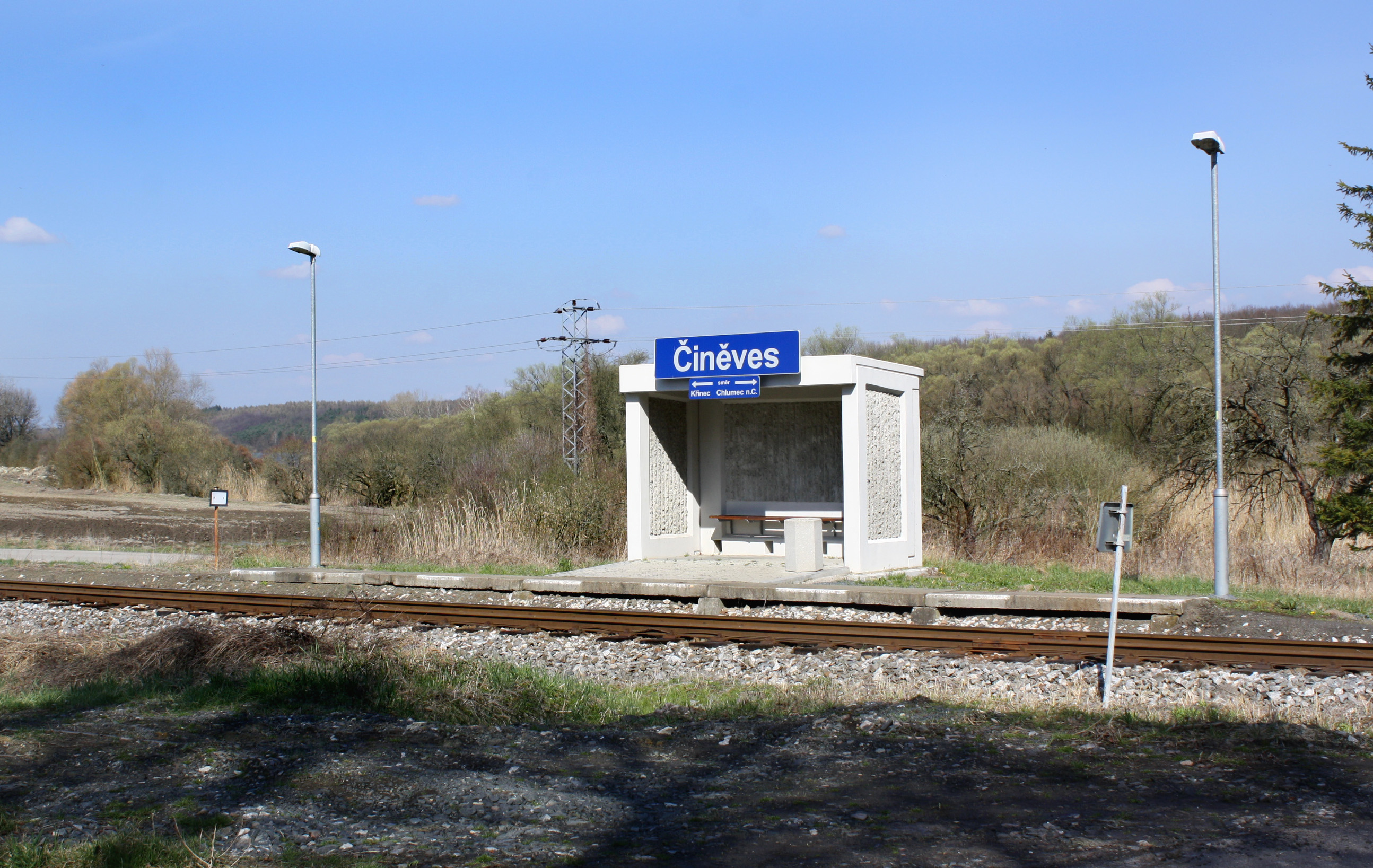
Činěves
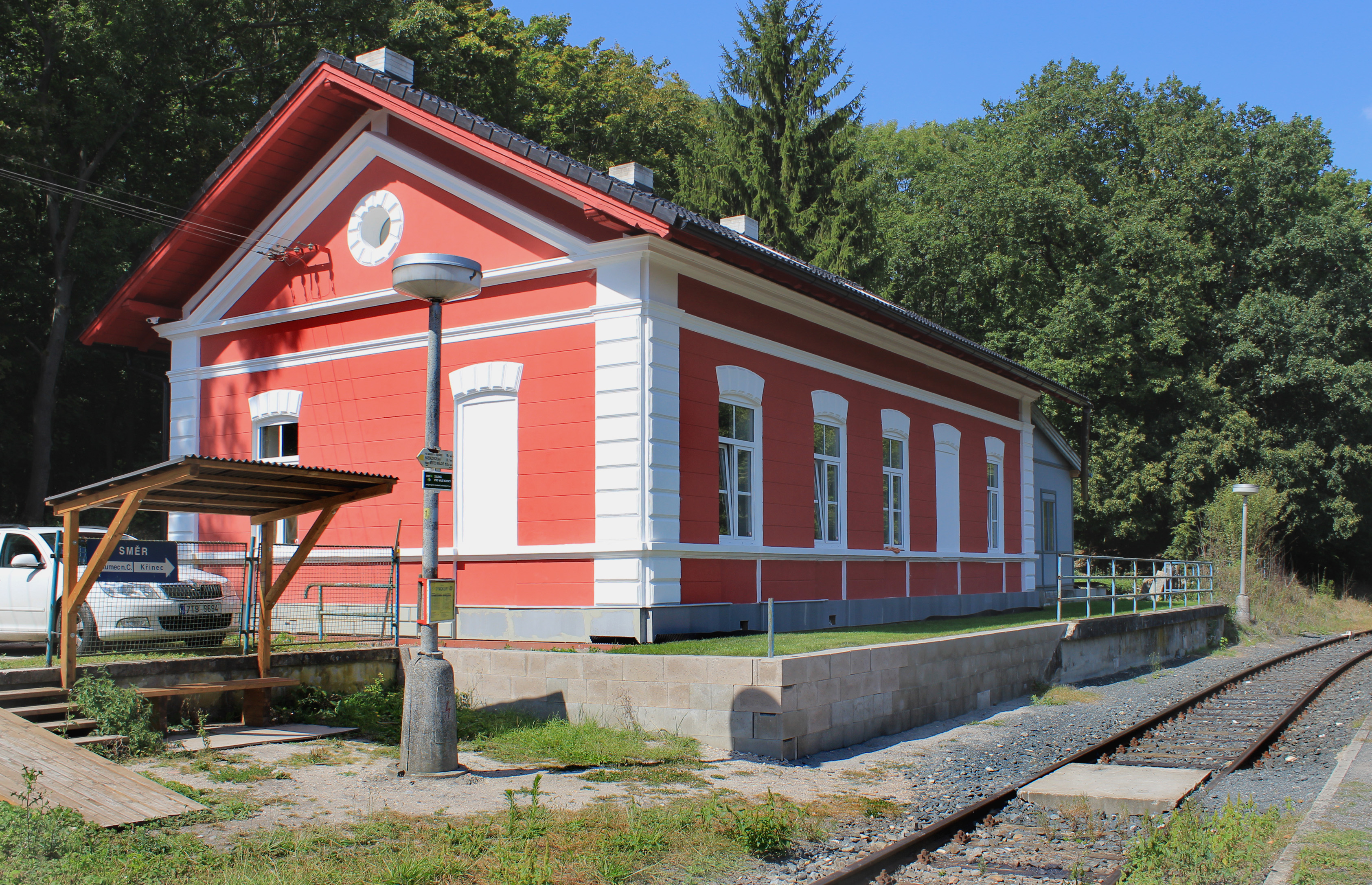
Dymokury